# Manuel Iori
Manuel Iori (Varese, 12 marzo 1982) è un allenatore di calcio ed ex calciatore italiano, di ruolo centrocampista, tecnico del Cittadella.

## Caratteristiche tecniche
Classico mediano che, grazie alla notevole sensibilità di piede, veniva utilizzato come regista difensivo. Si dimostrava in carriera un abile rigorista, avendo realizzato 30 penalty su 38 calciati.

## Carriera

### Giocatore
Dopo aver trascorso le giovanili nel Milan, inizia una lunga serie di peregrinazioni in Serie C2, prima al Legnano, poi al Meda e infine al Carpenedolo, giocando sempre da titolare.  Nel 2006 viene acquistato dal Cittadella in Serie C1. L'anno successivo, anche grazie al suo contributo, conquista con la squadra veneta la promozione in Serie B. Debutta così nella Serie cadetta con il Cittadella nel settembre 2008 e la stagione si rivela positiva: segna 7 reti in 41 incontri.
L'11 agosto 2009 si trasferisce in comproprietà al Chievo Verona con un contratto quadriennale e con la squadra veneta fa il suo esordio il 23 settembre 2009 in Serie A. Gioca con discreta continuità per il resto della stagione, disputando in tutto 15 partite. A fine stagione il Chievo decide di acquistare anche l'altra metà del suo cartellino per un valore totale di 3 milioni, in un affare che porta il trequartista Antimo Iunco in comproprietà al Cittadella.
Il 30 agosto viene acquistato dal Livorno con la formula del prestito con diritto di riscatto fissato a 5 milioni: in stagione gioca 39 partite segnando 3 reti, risultando come uno dei giocatori più costanti della squadra toscana.
A fine stagione non viene riscattato dalla squadra toscana e torna al Chievo Verona. Il 9 luglio 2011 il Torino, che già lo aveva cercato nel 2007 e nel 2009, se lo aggiudica con la formula del prestito con diritto di riscatto (fissato a 5 milioni). Esordisce con la maglia granata il 13 agosto 2011 in occasione della gara di Coppa Italia contro il Lumezzane e successivamente diventa titolare inamovibile del centrocampo di Ventura. Al termine della stagione, culminata con la promozione in Serie A, Il Torino non esercita il riscatto, determinandone quindi il ritorno al Chievo Verona.
Il 6 luglio 2012 passa in prestito con diritto di riscatto fissato a 3 milioni al Cesena, nello scambio che porta Roberto Guana a titolo definitivo al Chievo.
Il 4 gennaio 2013 passa in comproprietà al Padova sottoscrivendo un contratto fino al giugno 2015. Debutta il 26 gennaio nella sfida contro il Livorno pareggiata (0-0). Il 21 giugno 2014 il Padova si aggiudica per 3 milioni alle buste l'intero cartellino del giocatore.
Il 21 luglio passa a titolo definitivo al Pisa in Lega Pro dopo essere rimasto svincolato a causa della mancata iscrizione del Padova al campionato di Lega Pro.
Il 19 luglio 2015, a sei anni di distanza, torna a vestire la maglia del Cittadella. Il 1º giugno 2016, dopo la promozione in Serie B, rinnova con la società granata, fino al giugno 2017.
Nell'ottobre 2020 raggiunge quota 303 presenze con i veneti, diventando il giocatore più presente nella storia del club granata. Nel giugno 2019 e nel maggio 2021, sfiora per due volte la promozione in Serie A con il club veneto, perdendo le finali play-off, rispettivamente contro Verona e Venezia. Il 2 giugno 2021, all'età di 39 anni, annuncia il suo ritiro dal calcio giocato. Complessivamente negli anni che ha militato nella società granata, ha raccolto 339 presenze segnando 49 reti.

### Allenatore
Nel giugno del 2021, a cinque giorni dal suo ritiro dal calcio giocato, Iori inizia il corso di formazione per allenatori al Settore Tecnico della FIGC a Coverciano.
Il 20 luglio seguente diventa quindi il nuovo tecnico della formazione Primavera del Cittadella. Nel settembre del 2022 viene ammesso al corso per la licenza UEFA Pro, il massimo livello di formazione per un allenatore, che acquisisce ufficialmente nel settembre del 2023. In due anni, ottiene un 10º e un 13º posto nel campionato Primavera 2.
Il 4 luglio 2023, viene annunciato come nuovo allenatore della prima squadra del Sangiuliano City, appena retrocesso in Serie D. Il 2 ottobre seguente, viene sollevato dall'incarico, avendo collezionato quattro punti in altrettante partite.
Il 22 gennaio 2024, assume la conduzione della squadra Primavera del Südtirol.
Il 19 giugno 2024, viene ingaggiato come nuovo tecnico della prima squadra della Casertana, in Serie C. Il 9 gennaio 2025, viene esonerato dal club campano, in quel momento al diciassettesimo posto del girone C.. Il 14 marzo seguente, viene richiamato sulla panchina rossoblu, al posto dell'esonerato Massimo Pavanel, con la squadra al diciottesimo posto. Termina la stagione in sedicesima posizione, evitando i play-out per un solo punto. Il 25 giugno dello stesso anno, risolve il proprio contratto con la società.
Il 27 giugno 2025, viene annunciato l'ingaggio di Iori come nuovo tecnico del Cittadella, sua ex squadra da giocatore, a partire dal 1° luglio seguente.

## Statistiche

### Presenze e reti nei club
| Stagione           | Squadra            | Campionato         | Campionato | Campionato | Coppe nazionali | Coppe nazionali | Coppe nazionali | Coppe continentali | Coppe continentali | Coppe continentali | Altre coppe | Altre coppe | Altre coppe | Totale | Totale |
| Stagione           | Squadra            | Comp               | Pres       | Reti       | Comp            | Pres            | Reti            | Comp               | Pres               | Reti               | Comp        | Pres        | Reti        | Pres   | Reti   |
| ------------------ | ------------------ | ------------------ | ---------- | ---------- | --------------- | --------------- | --------------- | ------------------ | ------------------ | ------------------ | ----------- | ----------- | ----------- | ------ | ------ |
| 1999-2000          | Varese             | C1                 | 2          | 0          | CI-C            | 0               | 0               | -                  | -                  | -                  | -           | -           | -           | 2      | 0      |
| 2000-2001          | Borgosesia         | D                  | 25         | 4          | CI-D            | 0               | 0               | -                  | -                  | -                  | -           | -           | -           | 25     | 4      |
| 2001-2002          | Legnano            | C2                 | 26         | 0          | CI-C            | 0               | 0               | -                  | -                  | -                  | -           | -           | -           | 26     | 0      |
| 2002-2003          | Legnano            | C2                 | 30         | 1          | CI-C            | 0               | 0               | -                  | -                  | -                  | -           | -           | -           | 30     | 1      |
| Totale Legnano     | Totale Legnano     | Totale Legnano     | 56         | 1          |                 | 0               | 0               |                    | -                  | -                  |             | -           | -           | 56     | 1      |
| 2003-2004          | Meda               | C2                 | 31         | 1          | CI-C            | 0               | 0               | -                  | -                  | -                  | -           | -           | -           | 31     | 1      |
| 2004-2005          | Carpenedolo        | C2                 | 27         | 0          | CI-C            | 0               | 0               | -                  | -                  | -                  | -           | -           | -           | 27     | 0      |
| 2005-2006          | Carpenedolo        | C2                 | 31         | 1          | CI-C            | 1               | 0               | -                  | -                  | -                  | -           | -           | -           | 32     | 1      |
| Totale Carpenedolo | Totale Carpenedolo | Totale Carpenedolo | 58         | 1          |                 | 1               | 0               |                    | -                  | -                  |             | -           | -           | 59     | 1      |
| 2006-2007          | Cittadella         | C1                 | 33         | 2          | CI+CI-C         | 1+0             | 0               | -                  | -                  | -                  | -           | -           | -           | 34     | 2      |
| 2007-2008          | Cittadella         | C1                 | 32+4       | 1          | CI+CI-C         | 0               | 0               | -                  | -                  | -                  | -           | -           | -           | 36     | 1      |
| 2008-2009          | Cittadella         | B                  | 41         | 7          | CI              | 1               | 0               | -                  | -                  | -                  | -           | -           | -           | 42     | 7      |
| 2009-2010          | Chievo             | A                  | 15         | 0          | CI              | 2               | 0               | -                  | -                  | -                  | -           | -           | -           | 17     | 0      |
| 2010-2011          | Livorno            | B                  | 39         | 3          | CI              | 0               | 0               | -                  | -                  | -                  | -           | -           | -           | 39     | 3      |
| 2011-2012          | Torino             | B                  | 37         | 0          | CI              | 2               | 0               | -                  | -                  | -                  | -           | -           | -           | 39     | 0      |
| 2012-gen. 2013     | Cesena             | B                  | 16         | 0          | CI              | 3               | 0               | -                  | -                  | -                  | -           | -           | -           | 19     | 0      |
| gen.-giu. 2013     | Padova             | B                  | 15         | 1          | CI              | 0               | 0               | -                  | -                  | -                  | -           | -           | -           | 15     | 1      |
| 2013-2014          | Padova             | B                  | 31         | 1          | CI              | 2               | 0               | -                  | -                  | -                  | -           | -           | -           | 33     | 1      |
| Totale Padova      | Totale Padova      | Totale Padova      | 46         | 2          |                 | 2               | 0               |                    | -                  | -                  |             | -           | -           | 48     | 2      |
| 2014-2015          | Pisa               | LP                 | 32         | 3          | CI+CI-LP        | 3+0             | 0               | -                  | -                  | -                  | -           | -           | -           | 35     | 3      |
| 2015-2016          | Cittadella         | LP                 | 31         | 5          | CI+CI-LP        | 3+0             | 1               | -                  | -                  | -                  | S-LP        | 2           | 0           | 36     | 6      |
| 2016-2017          | Cittadella         | B                  | 39+1       | 8          | CI              | 1               | 0               | -                  | -                  | -                  | -           | -           | -           | 41     | 8      |
| 2017-2018          | Cittadella         | B                  | 36+3       | 9          | CI              | 2               | 0               | -                  | -                  | -                  | -           | -           | -           | 41     | 9      |
| 2018-2019          | Cittadella         | B                  | 30+5       | 5          | CI              | 2               | 0               | -                  | -                  | -                  | -           | -           | -           | 37     | 5      |
| 2019-2020          | Cittadella         | B                  | 30+1       | 8          | CI              | 2               | 1               | -                  | -                  | -                  | -           | -           | -           | 33     | 9      |
| 2020-2021          | Cittadella         | B                  | 32+5       | 1          | CI              | 2               | 1               | -                  | -                  | -                  | -           | -           | -           | 39     | 2      |
| Totale Cittadella  | Totale Cittadella  | Totale Cittadella  | 304+19     | 46         |                 | 14              | 3               |                    | -                  | -                  |             | 2           | 0           | 339    | 49     |
| Totale carriera    | Totale carriera    | Totale carriera    | 661+19     | 61         |                 | 27              | 3               |                    | -                  | -                  |             | 2           | 0           | 709    | 64     |

### Statistiche da allenatore
Statistiche aggiornate al 27 aprile 2025. 
| Stagione        | Squadra          | Campionato      | Campionato | Campionato | Campionato | Campionato | Coppe nazionali | Coppe nazionali | Coppe nazionali | Coppe nazionali | Coppe nazionali | Coppe continentali | Coppe continentali | Coppe continentali | Coppe continentali | Coppe continentali | Altre coppe | Altre coppe | Altre coppe | Altre coppe | Altre coppe | Totale | Totale | Totale | Totale | % Vittorie | Piazzamento      |
| Stagione        | Squadra          | Comp            | G          | V          | N          | P          | Comp            | G               | V               | N               | P               | Comp               | G                  | V                  | N                  | P                  | Comp        | G           | V           | N           | P           | G      | V      | N      | P      | %          | Piazzamento      |
| --------------- | ---------------- | --------------- | ---------- | ---------- | ---------- | ---------- | --------------- | --------------- | --------------- | --------------- | --------------- | ------------------ | ------------------ | ------------------ | ------------------ | ------------------ | ----------- | ----------- | ----------- | ----------- | ----------- | ------ | ------ | ------ | ------ | ---------- | ---------------- |
| lug.-ott. 2023  | Sangiuliano City | D               | 4          | 1          | 1          | 2          | CI-D            | 2               | 1               | 0               | 1               | -                  | -                  | -                  | -                  | -                  | -           | -           | -           | -           | -           | 6      | 2      | 1      | 3      | 33,33      | Eson.            |
| 2024-2025       | Casertana        | C               | 26         | 6          | 11         | 9          | CI-C            | 2               | 1               | 1               | 0               | -                  | -                  | -                  | -                  | -                  | -           | -           | -           | -           | -           | 28     | 7      | 12     | 9      | 25,00      | Eson., Sub., 16º |
| 2025-2026       | Cittadella       | C               | 0          | 0          | 0          | 0          | CI-C            | 1               | 0               | 0               | 1               | -                  | -                  | -                  | -                  | -                  | -           | -           | -           | -           | -           | 1      | 0      | 0      | 1      | &0,00      | in corso         |
| Totale carriera | Totale carriera  | Totale carriera | 30         | 7          | 12         | 11         |                 | 5               | 2               | 1               | 2               |                    | -                  | -                  | -                  | -                  |             | -           | -           | -           | -           | 35     | 9      | 13     | 13     | 25,71      |                  |

## Palmarès

### Giocatore

#### Club

##### Competizioni nazionali
- Campionato italiano di Lega Pro: 1

Cittadella: 2015-2016